# فالتر بالم
فالتر بالم (10 ديسمبر 1905 – 3 نوفمبر 1994) هو ملاكم إستوني راحل، مثّل بلاده في الألعاب الأولمبية الصيفية في دورتي 1924 و1928.

## روابط خارجية
فالتر بالم على موقع بوكس ريك (الإنجليزية) (registration required)
- فالتر بالم على موقع أوليمبيديا (الإنجليزية)